# Trivialidade (matemática)
Em matemática, o adjetivo trivial ou trivialidade é frequentemente utilizado para objetos (por exemplo, grupos ou espaços topológicos), que têm uma estrutura muito simples. O nome trivialidade geralmente se refere a um aspecto técnico simples de alguma prova ou definição. A origem do termo em linguagem matemática vem do currículo trivium medieval. O antônimo, o "não trivial" é comumente usado por engenheiros e matemáticos para indicar uma declaração ou um teorema que não é óbvio ou fácil de provar.

## Solução trivial
Uma solução ou um exemplo que é ridiculamente simples e de pouco interesse, é uma solução trivial. Muitas vezes, as soluções ou exemplos triviais que envolvem o número {\displaystyle 0} são considerados triviais. Soluções ou exemplos diferentes de {\displaystyle 0}  são considerados não triviais.  Por exemplo, a equação de {\displaystyle x+5y=0}  tem a solução trivial de {\displaystyle x=0,y=0}. Soluções não triviais incluem {\displaystyle x=5,y=-1} e {\displaystyle x=-2,y=0.4}.